# 宿预城遗址
宿预城遗址位于江苏省宿迁市宿城区郑楼镇古城山南麓。2005年6月，公布为宿迁市文物保护单位。
东晋时置宿预县（又作宿豫县），当时始建城池。县城不仅为宿预县治所，其后亦为宿预郡（宿豫郡）、东楚州、南徐州、东徐州、北徐州、安州、下邳郡和泗州等州郡治所。唐朝宝应元年（762年），宿预县改名宿迁县。宋朝初年，县治北徒，后宿预故城淹没于泗水之中。